# Völkermarkt
Völkermarkt (en slovène : Velikovec) est une ville autrichienne, le chef-lieu du district de Völkermarkt dans le Land de Carinthie.

## Géographie

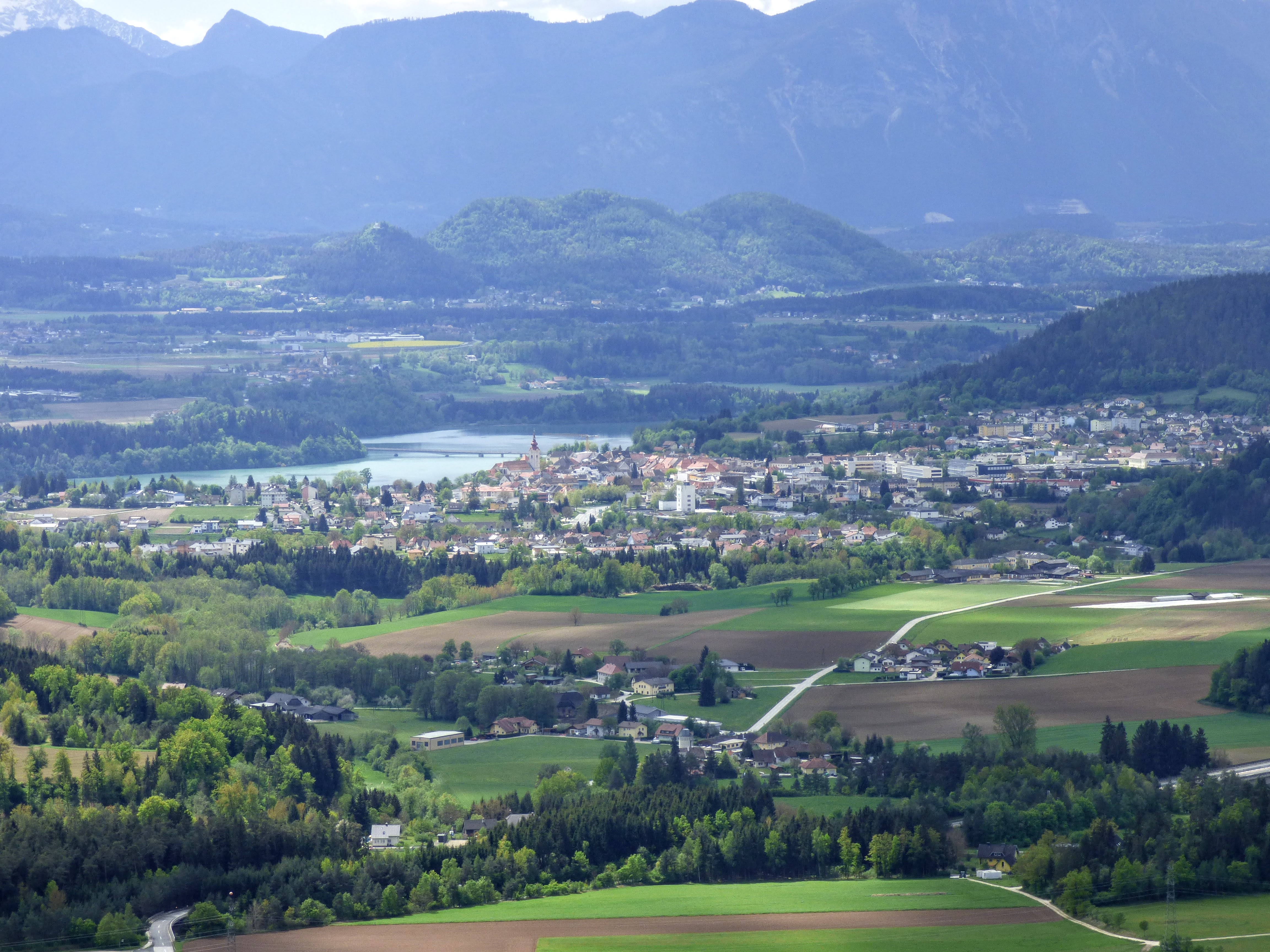
Vue sur Völkermarkt et la vallée de la Drave.

La ville se situe dans le sud-est du pays, proche de la frontière slovène. Le territoire communal s'étend sur une terrasse alluviale au pied des Alpes de Lavanttal, sur la rive nord de la Drave qui y constitue un grand lac artificiel. Au sud se dresse la chaîne des Karavanke.
L'autoroute A2 (Süd Autobahn), l'un des principales voies de communication à Graz en Styrie et à Vienne, passe au nord de la ville. 
| Brückl      | Diex                           | Griffen   |
| Poggersdorf | Sankt Georgen am Längsee       | Ruden     |
| Grafenstein | Sankt Kanzian am Klopeiner See | Eberndorf |

## Histoire
Les environs de Völkermarkt font partie d'une ancienne région minière remontant à l'époque romaine lorsque ce secteur appartient à la province de Norique. Au VIe siècle, les terres le long de la Drave furent repeuplées par des tribus slaves qui y ont fondé la principauté de Carantanie. Jusqu'à ce jour, une petite proportion de la population pratique le slovène.

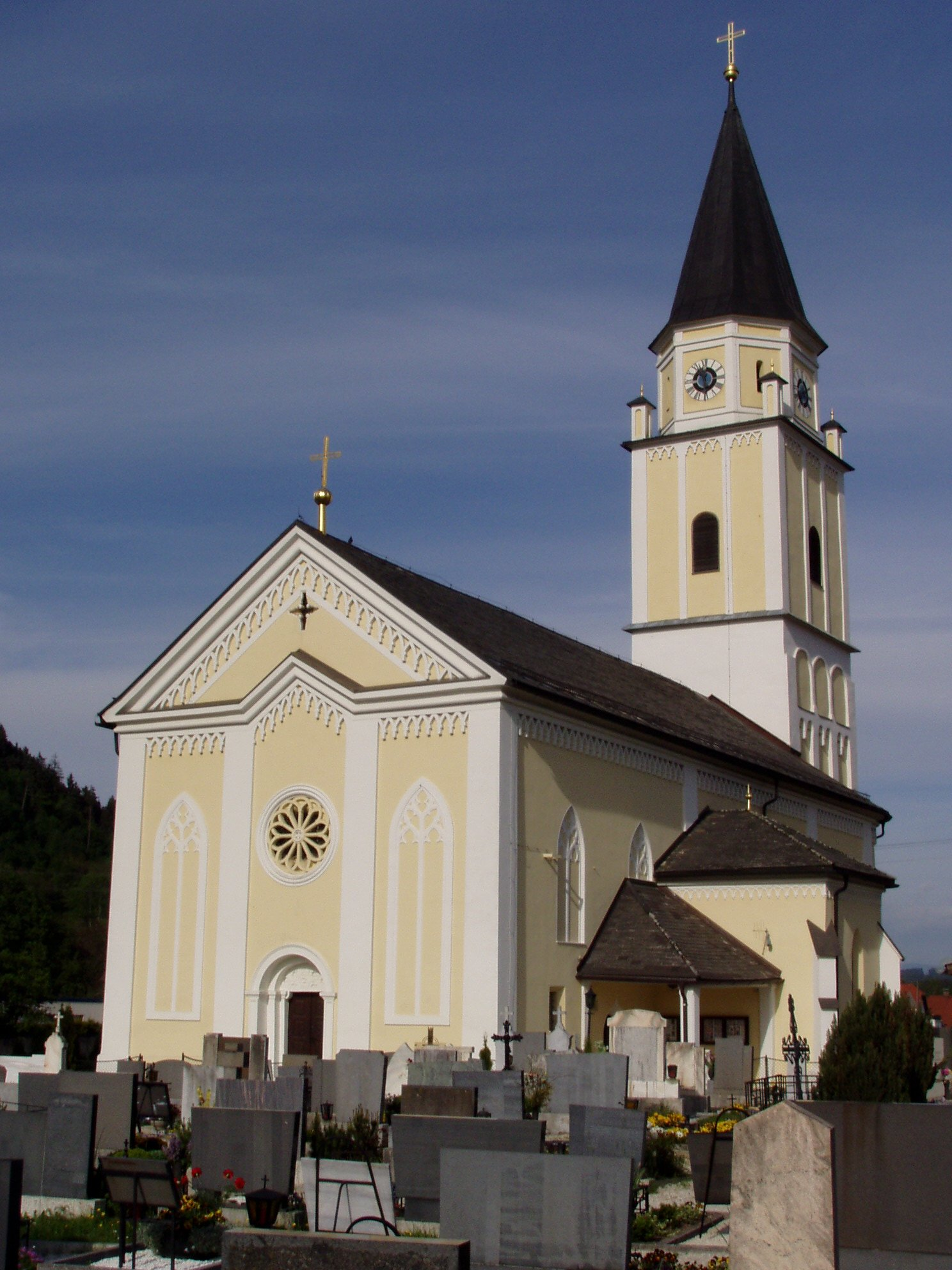
L'église paroissiale Saint-Rupert.

Vers l'an 1090, le bourg de Volchimercatus a été fondé à l'instigation du comte Engelbert de Sponheim, d'origine francique rhénan. Bénéficiant d'une
situation géographique stratégique, ce lieu est devenu rapidement l'un des principaux centres du commerce dans le duché de Carinthie. Le duc Bernard, descendant du comte Engelbert, y fit construire un pont sur la Drave en 1217. Völkermarkt obtint son statut de ville déjà au XIIIe siècle. Incorporée dans les pays de l'Autriche intérieure à l'aube des temps modernes, néanmoins, elle perd nettement de son importance au profit des résidences de Sankt Veit et Klagenfurt. 
Après la Première Guerre mondiale, le 10 octobre 1920, le référendum de Carinthie est réalisé dans les zones du sud-est du pays ; le résultat montre qu'une majorité de la population s'est exprimée en faveur de'un rattachement à l'Autriche. Pendant la Seconde Guerre mondiale, au cours de la campagne des Balkans en 1941, la population slovène avait été déportée hors de leur patrie, en dépit de la vive résistance opposée par les partisans. Pour des décennies, les tensions ethniques ont perduré culminant en une attaque commise sur l'hôtel de ville de Völkermarkt par des agents de l'administration de sécurité de l'État (UDBA) yougoslave le 18 septembre 1979.

## Politique et administration
| Période                                  | Période  | Identité           | Étiquette | Qualité |
| ---------------------------------------- | -------- | ------------------ | --------- | ------- |
| 1991                                     | 2020     | Valentin Blaschitz | SPÖ       |         |
| 2020                                     | En cours | Markus Lakounigg   | SPÖ       |         |
| Les données manquantes sont à compléter. |          |                    |           |         |

## Population et société
La commune de Völkermarkt compte environ 11 000 habitants. Plus de 2 % de la population est de langue slovène.

## Économie
L’économie locale est principalement tournée vers le tourisme, avec environ 20 000 visiteurs par an pour la seule ville de Völkermarkt. L’activité est centrée sur le tourisme balnéaire exploitant les plans d’eau de la région.

## Culture locale et patrimoine
Plusieurs châteaux se trouvent sur le territoire de la commune : les châteaux de Höhenbergen, Haimburg et Waisenberg sont en ruines, tandis que celui du Neudenstein est encore habité.

## Personnalités
- Johann Baptist Jakob Raunacher (1705-1757), peintre ;
- Julius Ringel (1889-1967), général ;
- Julia Cencig (née en 1972), actrice ;
- Herbert Ratz (né en 1981), joueur de hockey sur glace ;
- Magdalena Lobnig (née en 1990), rameuse.